# Micropolia ovalis
Micropolia ovalis is een tweekleppigensoort uit de familie van de Neoleptonidae. De wetenschappelijke naam van de soort is voor het eerst geldig gepubliceerd in 1953 door Laseron.